# 박민지 (배구 선수)

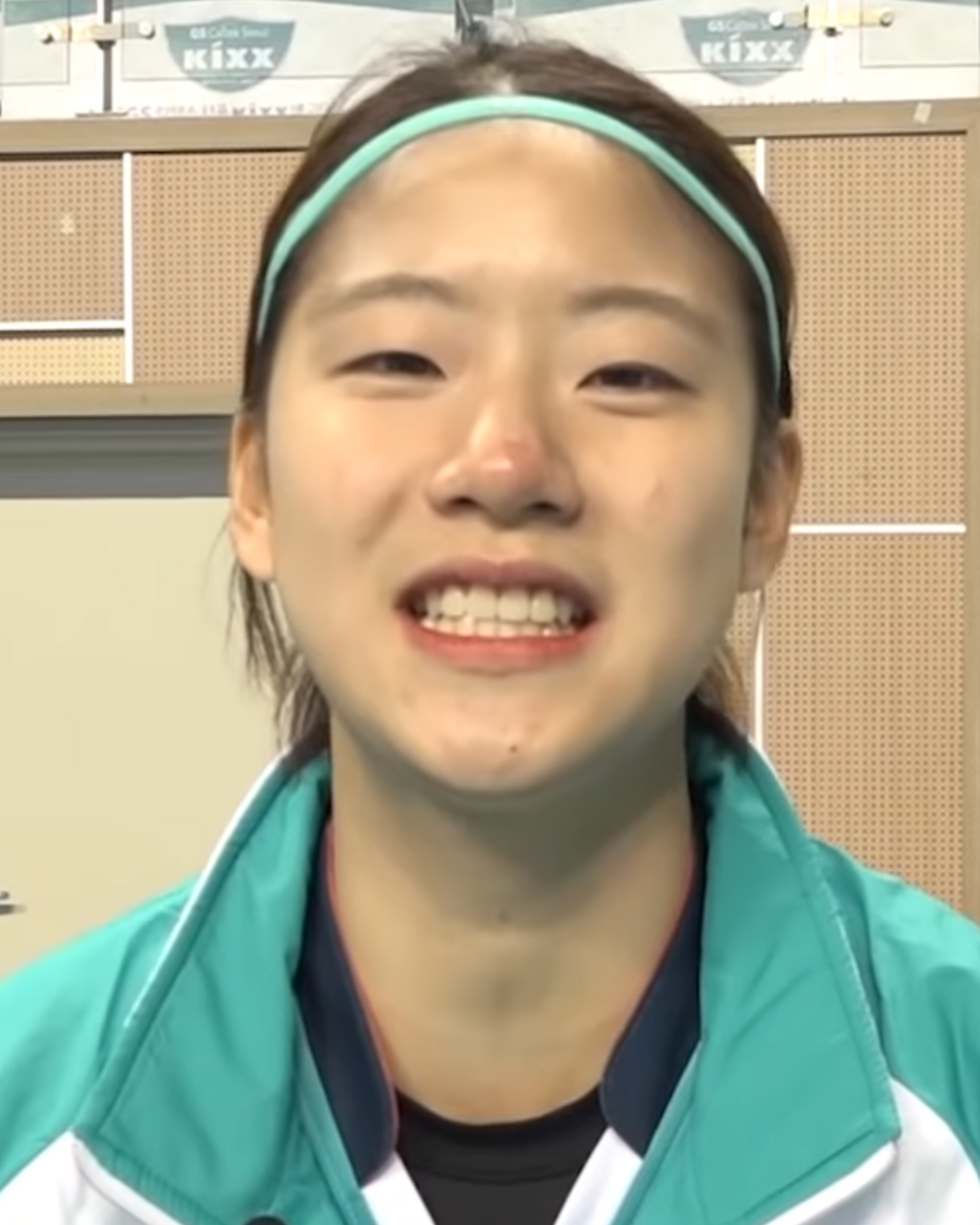
박민지

박민지는 대한민국의 배구 선수이다. 2017-18 V리그 수련선수(GS칼텍스 서울 KIXX)로 프로에 입단하였다.